# Björn Kjellman
Björn Kjellman, né le 4 juin 1963 à Östra Grevie, est un acteur et chanteur suédois.

## Filmographie partielle
Sauf indication contraire, les informations mentionnées dans cette section peuvent être confirmées par les bases de données cinématographiques  présentes dans la section « Liens externes ».
- 1990 : Le Garde du corps (Skyddsängeln) de Suzanne Osten
- 1992 : Les Meilleures Intentions (Den Goda viljan) de Bille August
- 1995 : La Beauté des choses (Lust och fägring stor) de Bo Widerberg
- 1997 : Adam & Eva de Måns Herngren et Hannes Holm
- 1997 : Pelle Svanslös (série télévisée)
- 1999 : Vägen ut de Daniel Lind Lagerlöf
- 2000 : Pelle Svanslös och den stora skattjakten de Mikael Ekman (voix)
- 2000 : Hundhotellet – En mystisk historia de Per Åhlin (voix)
- 2003 : Se til venstre, der er en Svensker de Natasha Arthy
- 2011 : Kyss mig d'Alexandra-Therese Keining
- 2011 : Gone de Mattias Olsson : Stefan
- 2012 : Annika Bengtzon (série télévisée)
- 2016 : 30° en février (série télévisée)
- Depuis 2020 : Love & Anarchy (Kärlek & Anarki) (série télévisée) : Ronny

## Distinctions
Sauf indication contraire, les informations mentionnées dans cette section peuvent être confirmées par les bases de données cinématographiques  présentes dans la section « Liens externes ».
- Prix Guldbagge 2000 : meilleur acteur pour Vägen ut